# USS Halibut (SSGN-587)
USS Halibut (SSGN-587) – amerykański unikatowy okręt podwodny o napędzie atomowym, skonstruowany i zbudowany do przenoszenia pocisków manewrujących z głowica jądrową typu Regulus.

## Opis
Na początku lat pięćdziesiątych XX wieku, Stany Zjednoczone usiłowały rozwinąć technologie przenoszenia przez okręty US Navy głowic jądrowych za pomocą pocisków manewrujących, w tym zwłaszcza typu Regulus. Dążenie to ścierało się w marynarce amerykańskiej z początkowo rugowanymi, z czasem jednak nabierającymi coraz większego znaczenia poglądami, iż trzonem ofensywnych sił jądrowych marynarki powinny stać się przenoszone przez jej okręty pociski balistyczne. Tymczasem jednak, idea oparcia sił uderzeniowych na pociskach manewrujących miała pozycję dominującą, stąd też podejmowano próby przystosowania m.in. okrętów podwodnych do przenoszenia i odpalania pocisków Regulus. Wejście amerykańskiej marynarki w erę napędu jądrowego, pchnęło US Navy na drogę rozwoju podwodnych nosicieli pocisków manewrujących, wyposażonych w napęd atomowy. Pierwszym okrętem tego rodzaju miał być przyjęty do służby 4 stycznia 1960 roku USS „Halibut”. Okręt ten był jednak dopiero drugą amerykańską jednostką wyposażoną w broń rakietową. Pierwszą natomiast, był przedstawiciel nowego podejścia marynarki wojennej USA, zapoczątkowanego objęciem stanowiska Szefa Operacji Morskich przez admirała Arleigha Burke – pierwszy podwodny okręt „balistyczny” programu 41 for Freedom, USS „George Washington” (SSBN-598). Przestawienie koncepcji uderzeniowej US Navy z pocisków manewrujących na pociski balistyczne programów 41 for Freedom i Polaris, przerwało rozwój okrętów przenoszących pociski manewrujące, stąd USS „Halibut” pozostał jedynym przedstawicielem tej koncepcji, w grupie amerykańskich atomowych okrętów podwodnych.